# Miniature Kingdom
Miniature Kingdom är en miniatyranläggning med landskap, byggnader, modelljärnväg, fordon och människofigurer, inspirerad av olika miljöer i Sverige. Anläggningen ligger i den nedlagda Kungsörs Bleckkärlsfabriks industribyggnad i Kungsör och är byggd i skala 1:87 (H0-skala). En människa som är 1,80 meter lång blir då i modellen 20 mm hög. Anläggningen öppnades 14 januari 2017. Anläggningen byggs successivt ut. År 2024 fanns miljöer från Kiruna i norra Sverige till ett stråk mellan Karlstad och Norrköping i söder.
Företagsledaren och tidigare politikern Staffan Anger var en av initiativtagarna till Miniature Kingdom och dess första vd.

## Huvudanläggningen

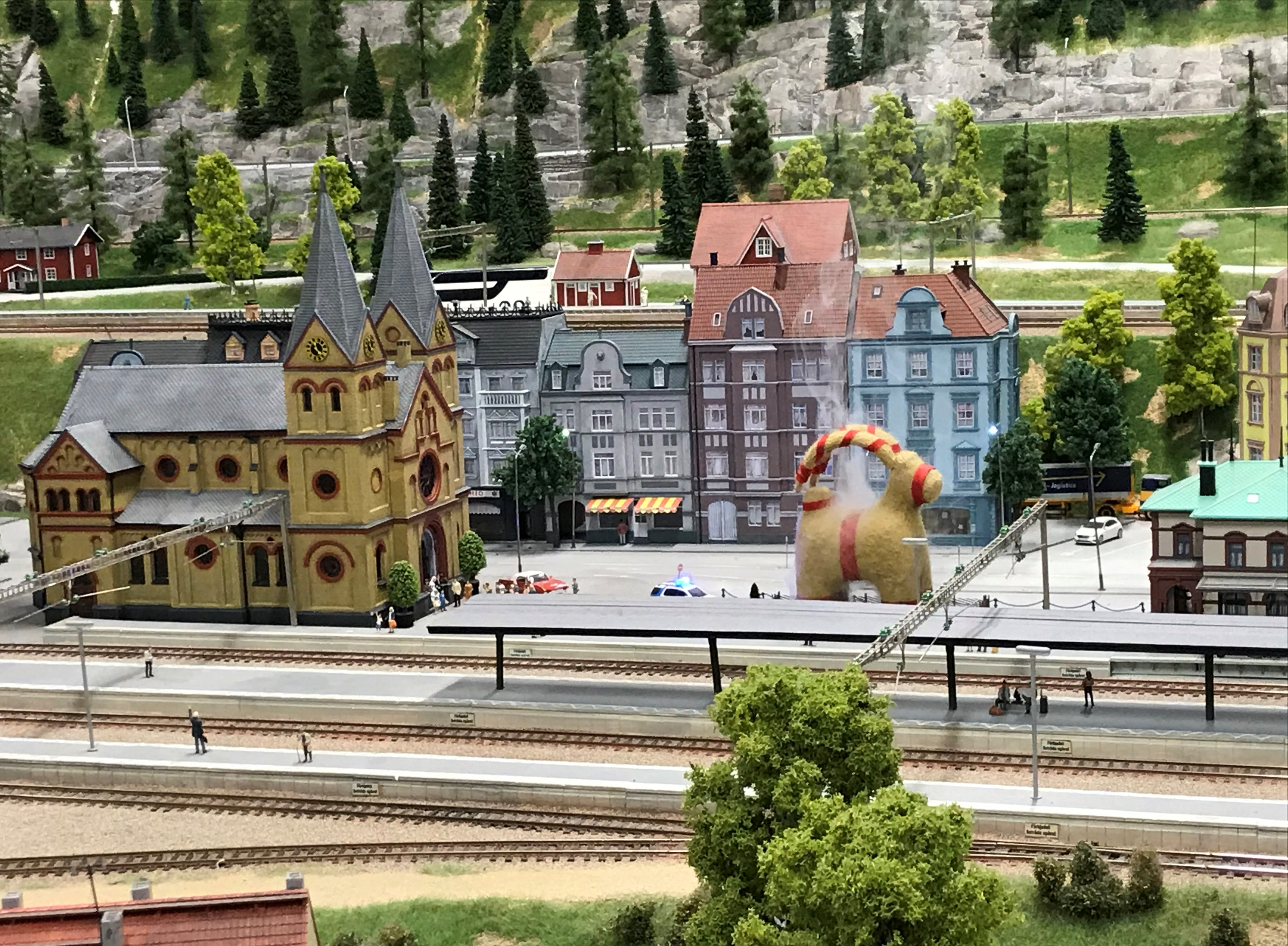
Gävlebocken brinner. Till vänster om bocken Sjömanskyrkan.

Vid invigningen 2017 fanns Norrland ner till Gävle modellerat. År 2019 fanns också Svealand ner till Södermanland uppbyggt. Anläggningen visar delar av Sverige, och det finns en mängd händelser och personer modellerade. Miniature Kingdom är byggd i den tidigare Kungsörs Bleckkärlsfabriks byggnad från 1909, nära järnvägsstationen i Kungsör. Arbete pågår med att bygga och installera nya hus, järnvägar och många små, pietetsfullt målade människor.
I dag 2024 finns Norrland med LKAB:s sinteranläggning, Malmbanan, Abisko och Lapporten. Man kan se Högakustenbron, Svealand med Gävle med bocken (som brinner var 20:e minut), Dalhalla med uppträdande av Benny Anderssons orkester och Vasaloppet. Från Stockholm finns bland annat stadshuset, Globen, Kaknästornet, Stockholms centralstation, Sergels torg med skulpturen Kristallvertikalaccent, Kungsträdgården med blommande körsbärsträd och Söder. Det finns idag miljöer ner till ett stråk mellan Karlstad och Norrköping i söder.
Anläggningen är försedd med tryckknappar som framkallar rörelse och ljud och andra effekter. Husmodeller tillverkas av Miniature Kingdom. Väggar och tak skrivs ut med 3D-skrivare. Därefter vidtar ett målande av detaljer, ibland ända ner till varje tegelsten. Anläggningen har många människofigurer och ibland iscensätts speciella händelser, som till exempel Leif G W Persson som ska lösa ett fall, Cornelis Wreeswijk, de fyra medlemmarna i Abba, Jönssonligan och 100-åringen som klev ut genom fönstret och försvann.

## Separata montrar
- Eskilstuna med Klosters kyrka och Stadshuset, Beatles, som uppträdde i Eskilstuna 1963, Yvonne Ryding från Eskilstuna, som korades till Miss Universum 1984 och de fem cirkuselefanterna, som en gång var på rymmen och drack vatten ur Eskilstunas stadsfontän.
- Den fiktiva orten Järnkroken, använd för SVT:s julkalender 2018 Storm på Lugna gatan.
- Stadsscen från Köping med världens längsta smörgåstårta, som användes i filmen Tårtgeneralen från 2018 av Filip Hammar & Fredrik Wikingsson.

## Bildgalleri

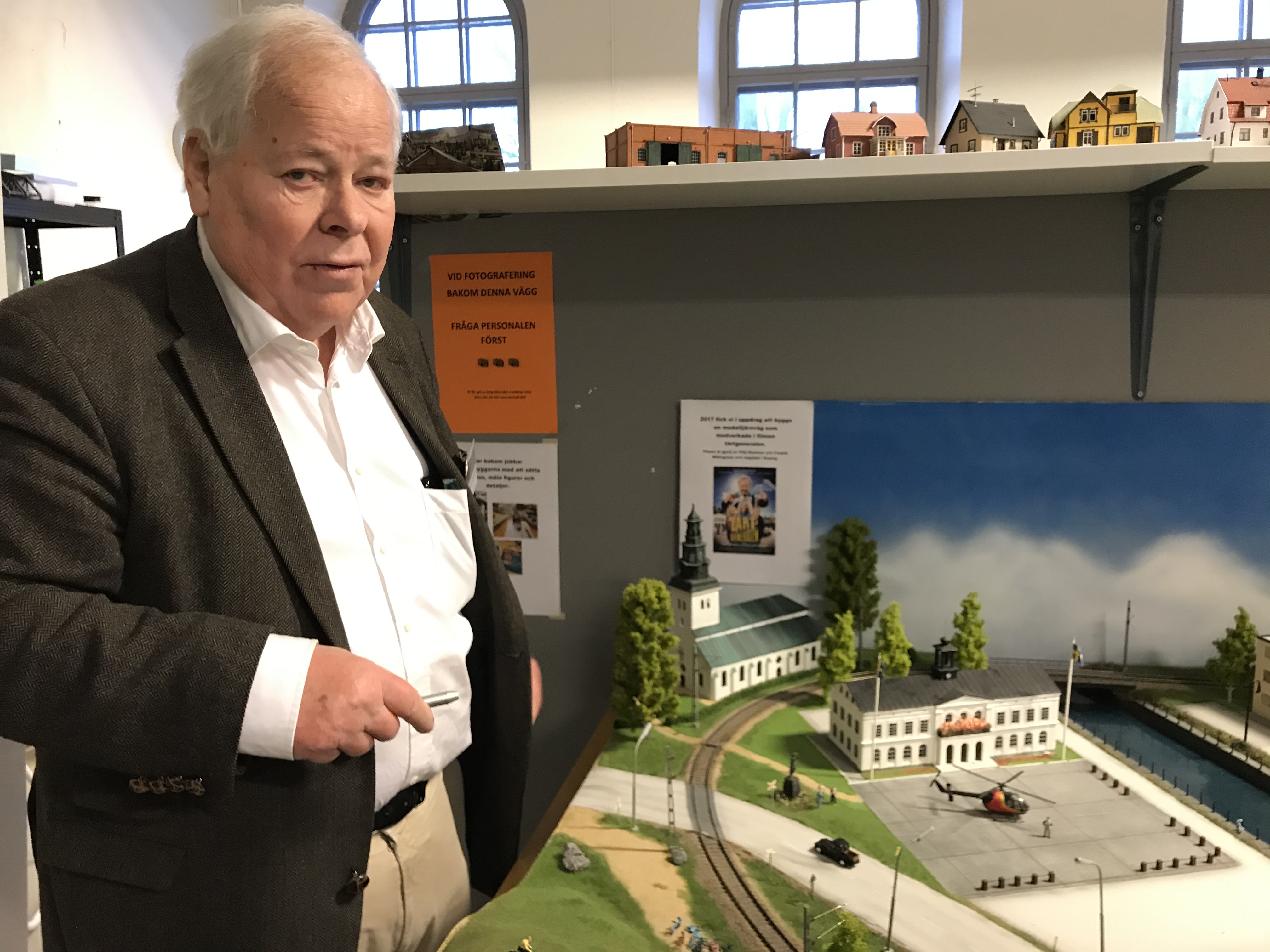
Staffan Anger vid en stadsscen från filmen Tårtgeneralen, 2019.
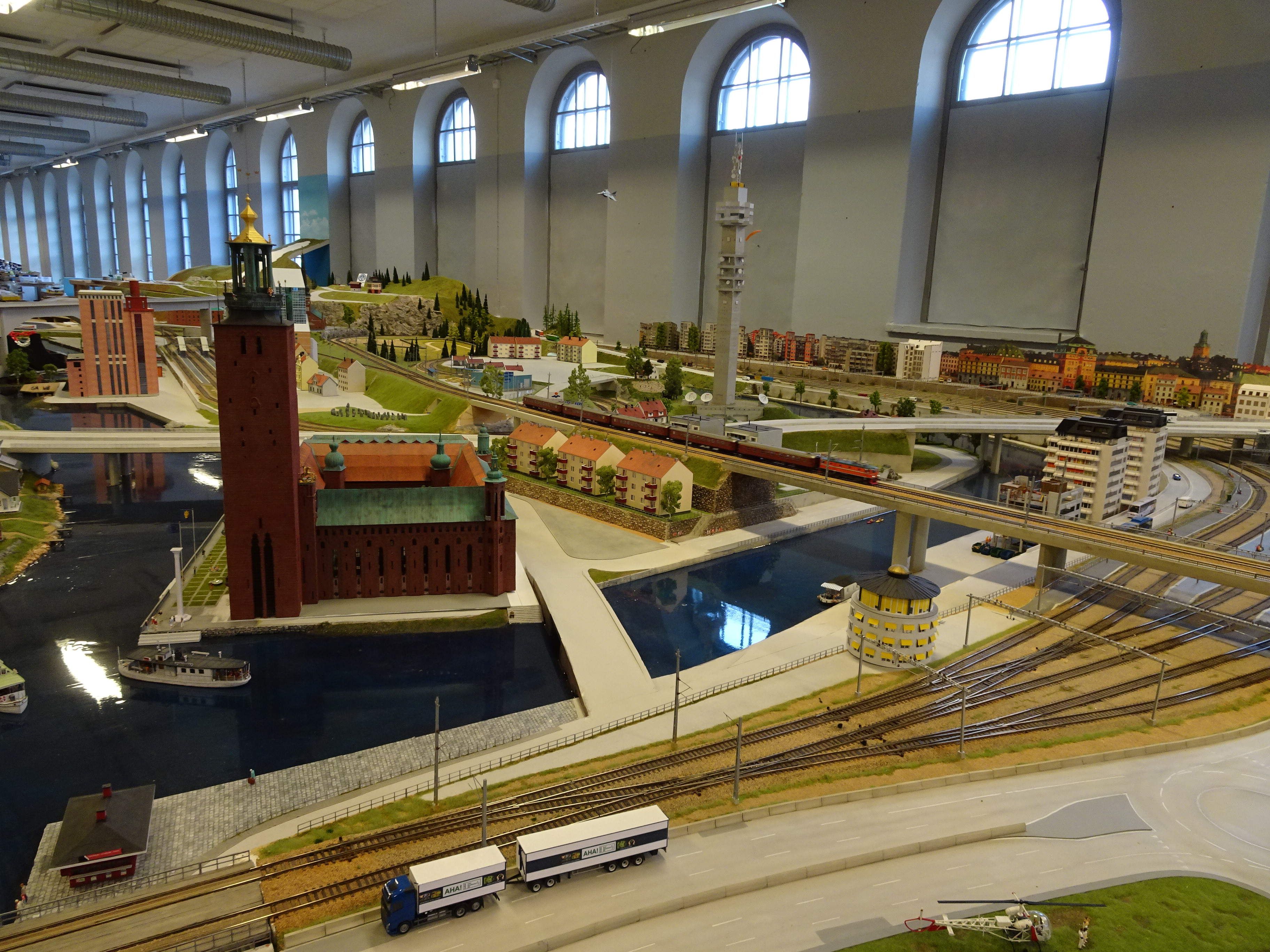
Stockholm med Stadshuset, Kaknästornet och Centralstationen.
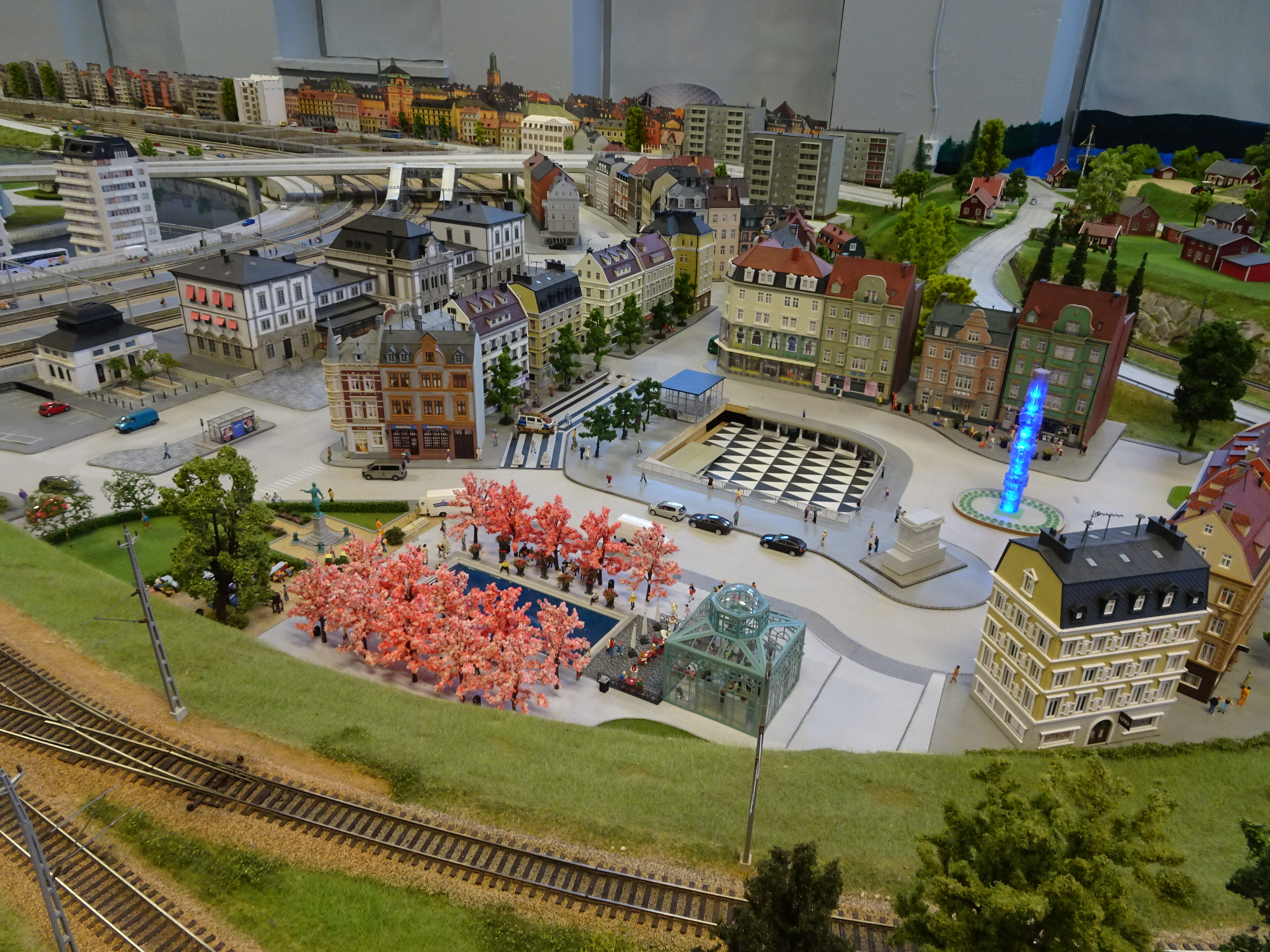
Stockholm Centralstationen, Sergels torg med skulpturen Kristallvertikalaccent och Kungsträdgården.
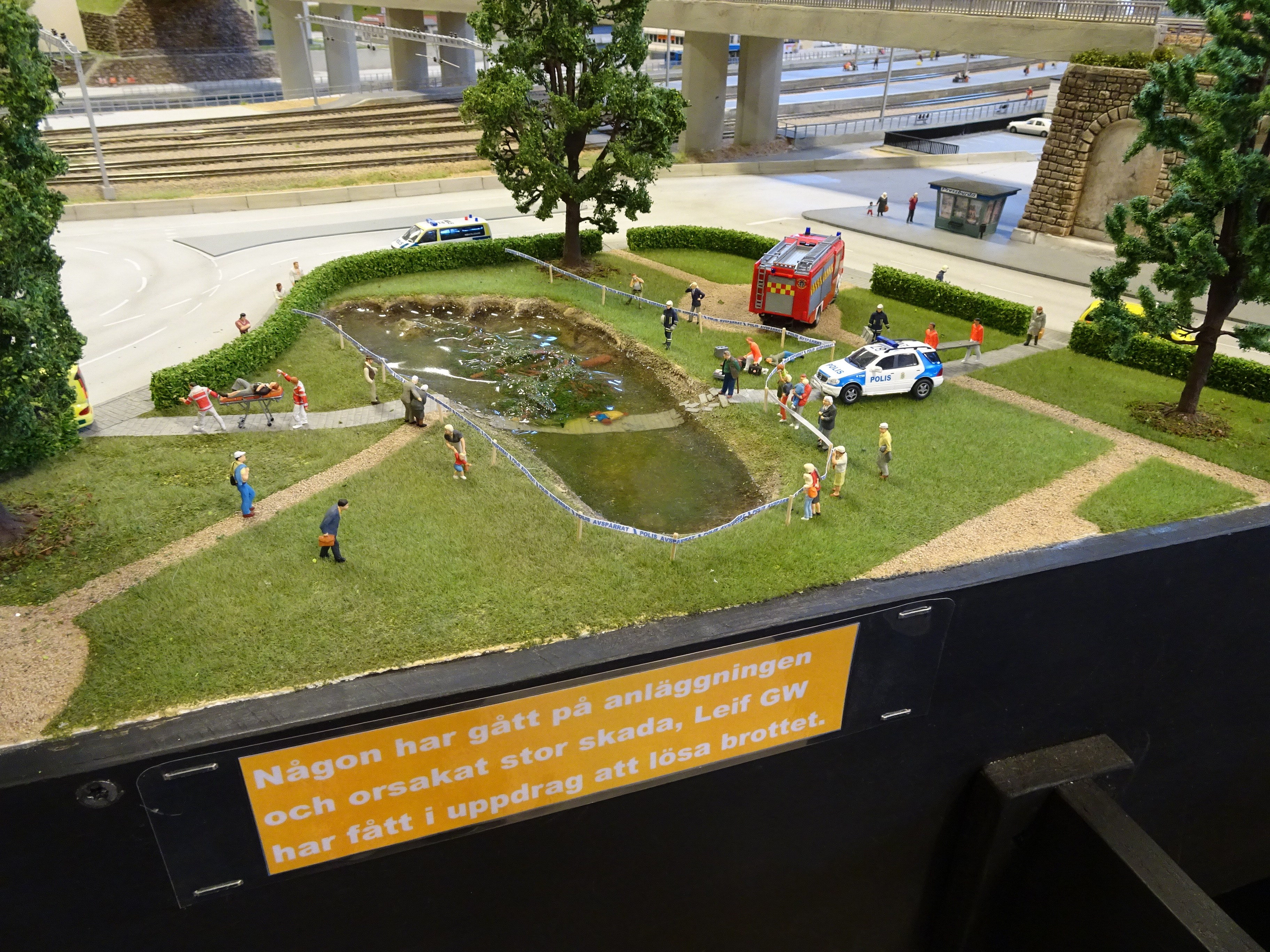
Leif G.W. Persson inspekterar en brottsplats.
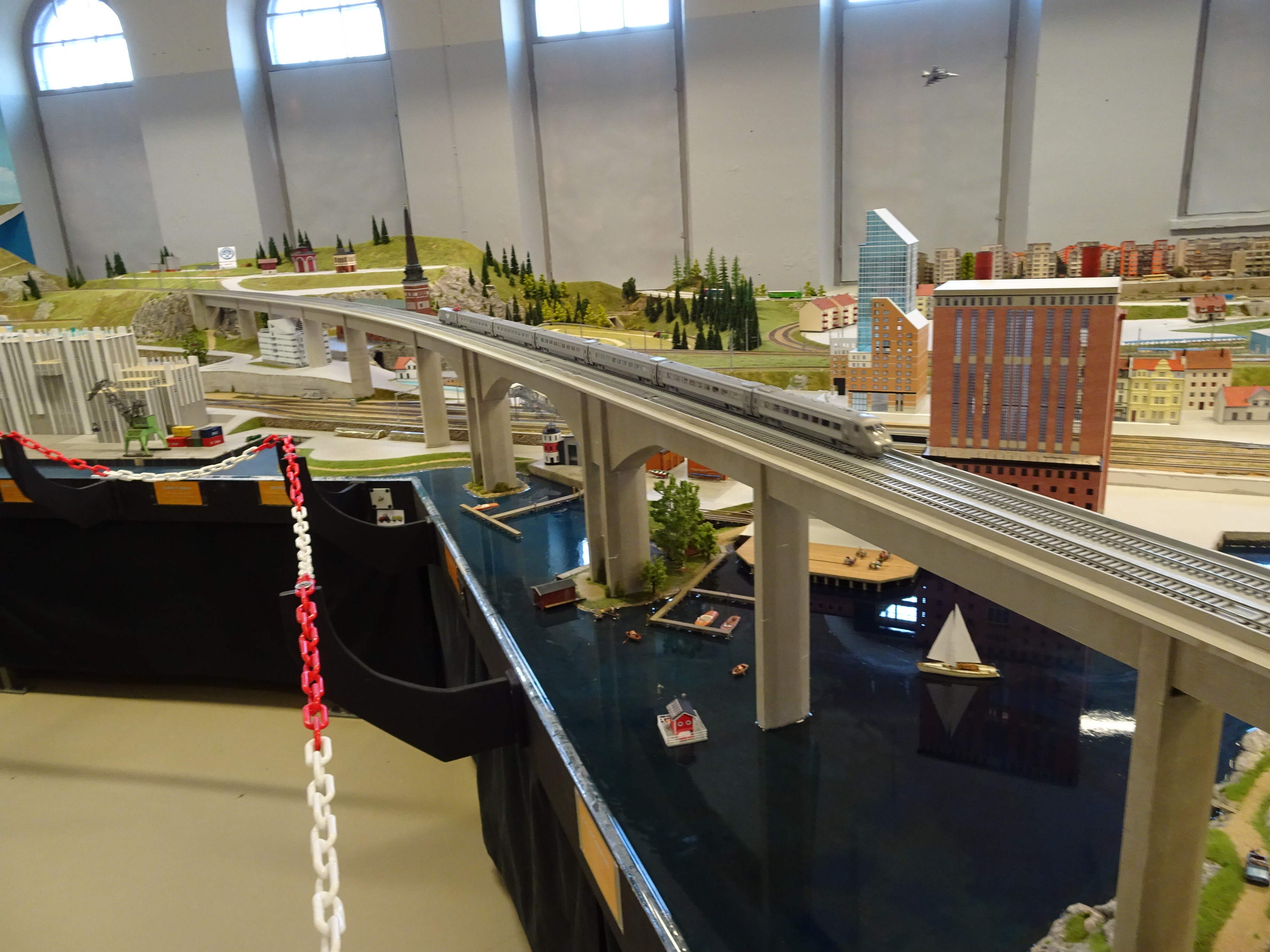
Västerås med kraftvärmeverket, Skrapan och Steam Hotel
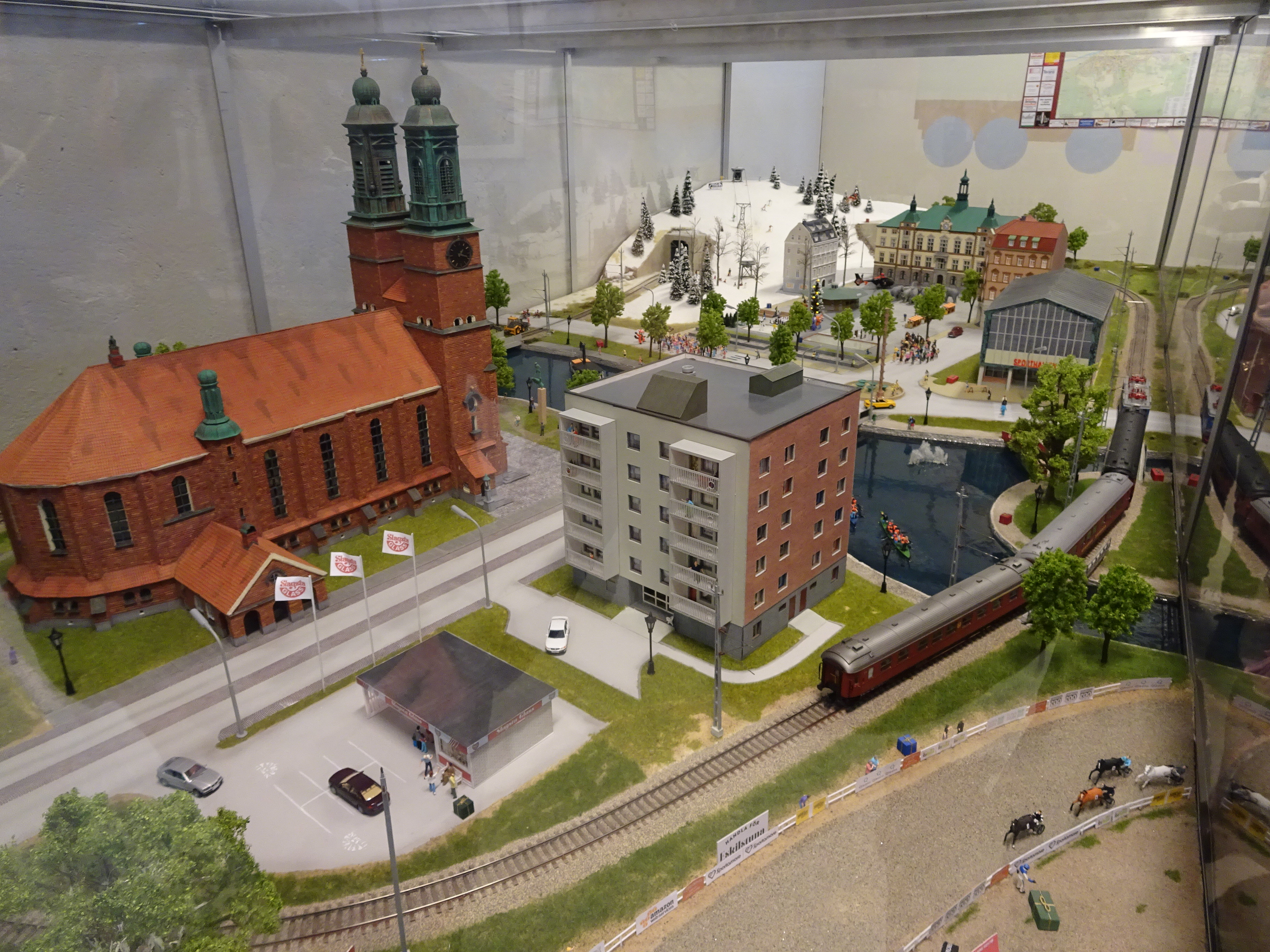
Eskilstuna med Klosters kyrka och Stadshuset.
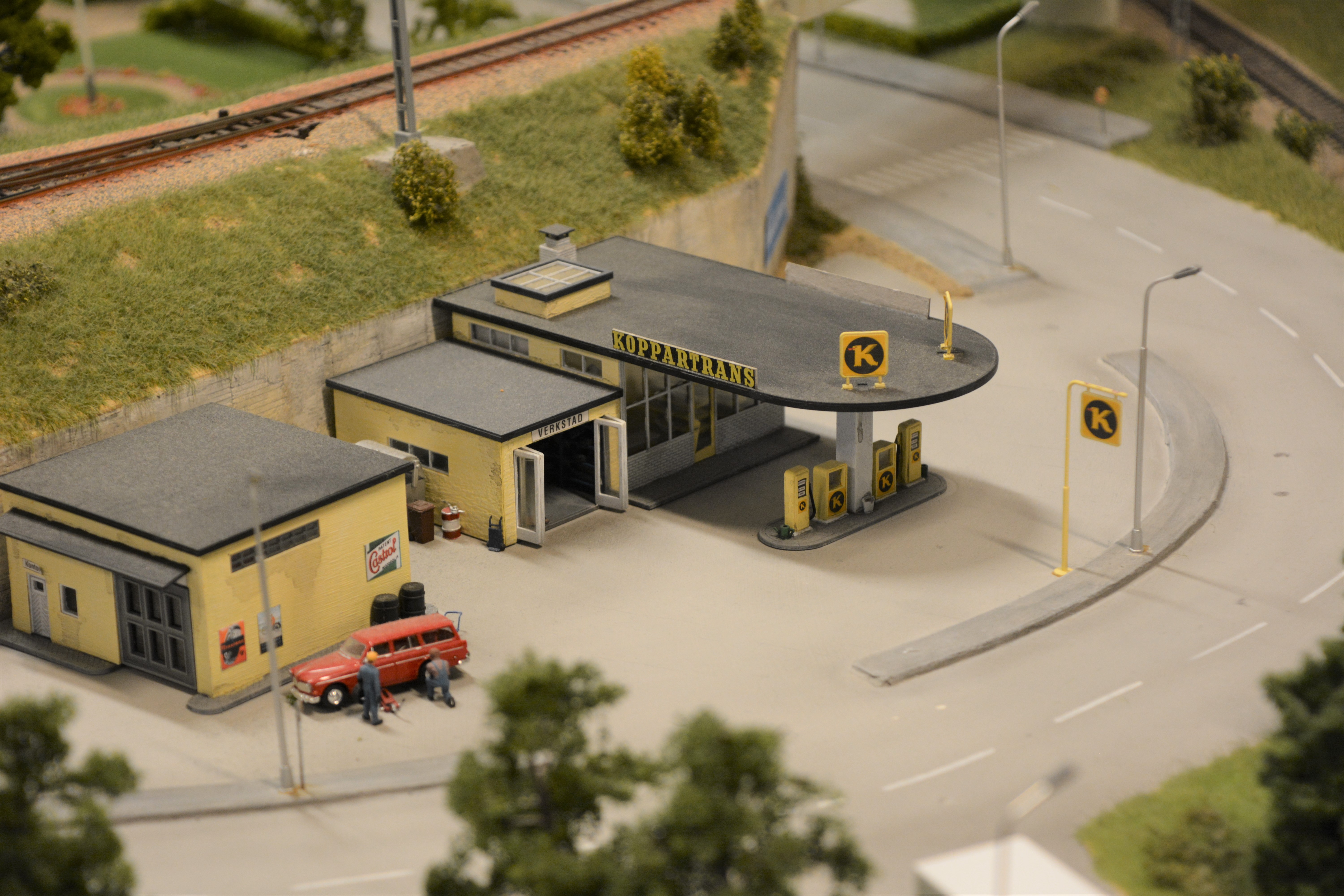
Koppartrans bensinstation
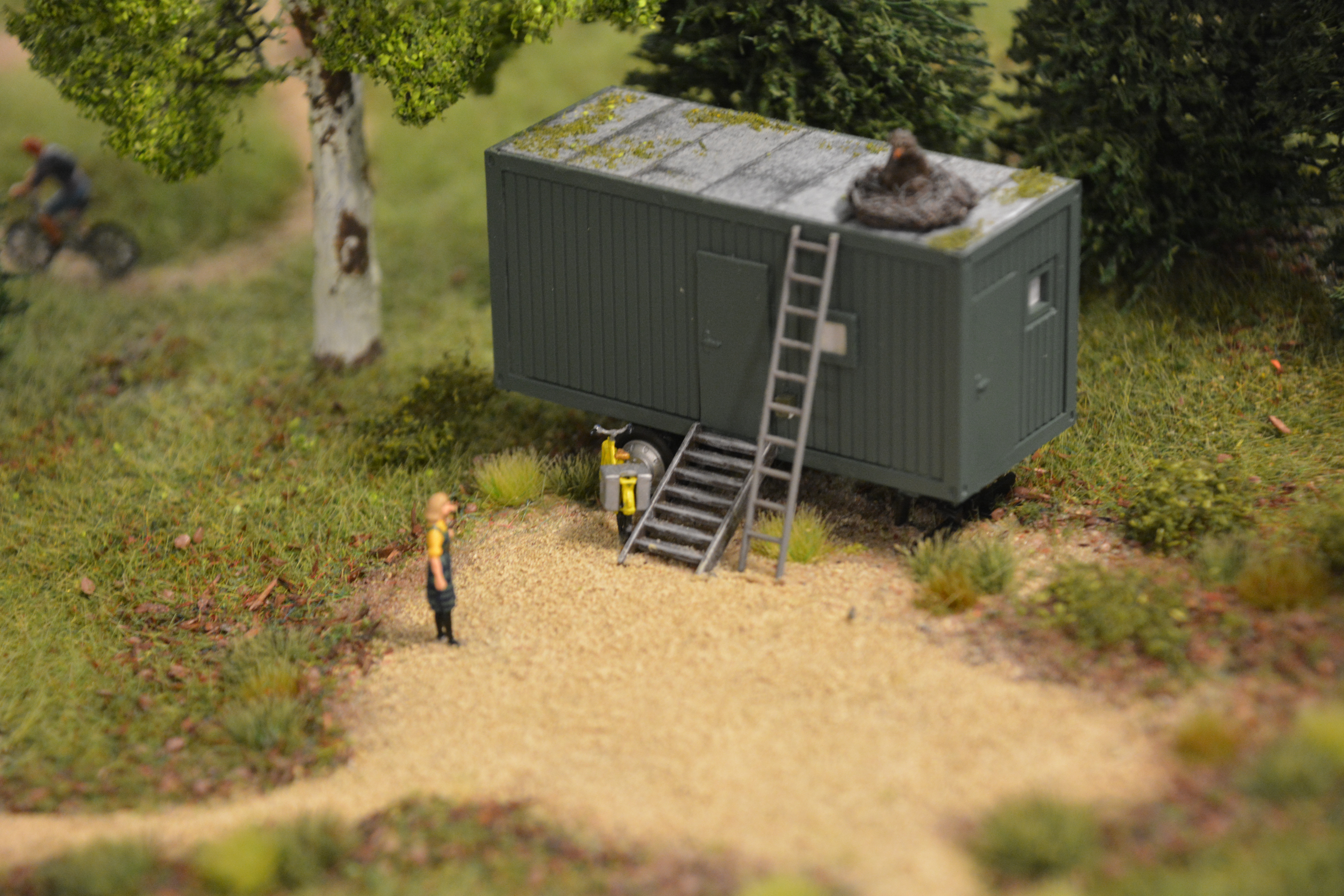
Modell från TV-programmet Från A till Ö